# Klaus Schönbach
Klaus Schönbach (* 4. September 1949 in Seligenstadt) ist ein deutscher Kommunikations- und Medienwissenschaftler.

## Biographie
Nach dem Abitur in Seligenstadt studierte Schönbach Publizistikwissenschaft, Soziologie und Germanistik an der Johannes Gutenberg-Universität Mainz. Ebenfalls in Mainz wurde er 1975 bei Elisabeth Noelle-Neumann mit einer empirischen Untersuchung zum Thema Trennung von Nachricht und Meinung promoviert. Anschließend wurde er Leiter der Abteilung für Inhaltsanalyse am damaligen Zentrum für Umfragen, Methoden und Analysen (ZUMA) in Mannheim (jetzt GESIS).
Ab 1978 arbeitete Klaus Schönbach als Akademischer Rat am Institut für Publizistik der Westfälischen Wilhelms-Universität in Münster. Dort habilitierte er 1982 mit einer vergleichenden Studie zum Thema Politische Wirkungen von Presse und Fernsehen. Außerdem entwickelte er gemeinsam mit Werner Früh das dynamisch-transaktionale Modell der Medienwirkungsforschung.
1983 wurde Schönbach auf die Professur für Angewandte Kommunikationsforschung an die Ludwig-Maximilians-Universität München berufen. 1985 wurde er Professor für Journalistik am von ihm mitbegründeten Institut für Journalistik und Kommunikationsforschung der Hochschule für Musik und Theater Hannover (jetzt Hochschule für Musik, Theater und Medien). Dort war er maßgeblich am Aufbau der Studiengänge Journalistik und Medienmanagement (Angewandte Medienwissenschaft) beteiligt. Von 1990 bis 1997 war er Direktor seines Instituts.
1998 wechselte Klaus Schönbach auf die Professur für Allgemeine Kommunikationswissenschaft der Universität Amsterdam und war von 2005 bis 2008 zusätzlich BBDO-Professor für Medienwissenschaft an der Zeppelin Universität in Friedrichshafen. Von 2010 bis 2014 war er Professor für Allgemeine Kommunikationswissenschaft an der Universität Wien und Vorstand des dortigen Instituts für Publizistik- und Kommunikationswissenschaft. Von 2012 bis 2014 war er an der Universität Wien Wissenschaftlicher Leiter des ersten – berufsbegleitenden – Masters Health Communication in Europa. Von 2014 bis 2016 arbeitete er als Associate Dean for Research und Professor in Residence an der Northwestern University in Qatar in Doha/Katar, danach als Senior Associate Dean. Seit 2018 ist er Distinguished Associate Professor der Northwestern University in Qatar.
Schönbach ist Honorarprofessor der Zeppelin Universität, Friedrichshafen, und Honorary Fellow der Amsterdam School of Communication Research (ASCoR), Universität von Amsterdam. Darüber hinaus war er Gastprofessor an der Indiana University, der Cleveland State University, der San Jose State University und der University of Texas.

## Veröffentlichungen (Auswahl)
- Trennung von Nachricht und Meinung: Empirische Untersuchung eines journalistischen Qualitätskriteriums, Freiburg/München 1977.
- Das unterschätzte Medium: Politische Wirkungen von Presse und Fernsehen im Vergleich, München 1983.
- (Hrsg. zusammen mit Lee B. Becker): Audience responses to media diversification: Coping with plenty, Hillsdale, NJ 1989.
- (zusammen mit Holli Semetko): Germany's "unity" election: Voters and the media, Cresskill, NJ 1994.
- (zusammen mit Lutz Goertz): Radio-Nachrichten: bunt und flüchtig? Eine Untersuchung zu Präsentationsformen von Hörfunknachrichten und ihren Leistungen, Berlin 1995.
- (Hrsg.): Zeitungen in den Neunzigern: Faktoren ihres Erfolgs. 350 Tageszeitungen auf dem Prüfstand, Bonn 1997.
- Myths of media and audiences, Amsterdam 2000.
- Werbewirkungsforschung: Eine Inventur der Inventare. Übersichten zu Effekten von Anzeigen, Frankfurt am Main 2002.
- Verkaufen, Flirten, Führen: Persuasive Kommunikation – ein Überblick. 2. erw. Aufl., Wiesbaden 2013.
- (Hrsg. zusammen mit Sylvia Kritzinger und Wolfgang C. Müller): "Die Nationalratswahl 2013: Wie Parteien, Medien und Wählerschaft zusammenwirken", Wien 2014.